# أندريه موريس
أندريه موريس (بالإنجليزية: Andre Morris)‏ هو منافس ألعاب قوى أمريكي، ولد في 26 أكتوبر 1972.

## وصلات خارجية
- أندريه موريس على موقع الاتحاد الدولي لألعاب القوى (الإنجليزية)